# República de Altai
A República de Altai (russo:  Респу́блика Алта́й, tr. Respúblika Altái; em altai: Алтай Республика, tr. Altai Respublika) é uma divisão federal da Federação da Rússia.
É uma entidade administrativa distinta do vizinho krai de Altai. Situa-se no sul do país, e tem fronteiras internacionais com a Mongólia, a China e o Cazaquistão. Mais de 87% de sua população é de etnia russa ou altai. Sua economia é majoritariamente agrícola, com um significativo setor turístico em desenvolvimento.
Tem cerca de 206 168 habitantes (censo de 2010) e 92 600 km² de área.
Sua capital é a cidade de Gorno-Altaisk.
Seu atual presidente é Andrey Turchak (desde junho de 2024).

## História
O Império Xiongnu (209 AC–93 DC) governou o território da moderna República Altai. A etnia deste império não é clara; As propostas de estudiosos incluem Túrquicos, Mongóis, Tocários, Iranianos e Urálicos. 
O Território da moderna República de Altai tem sido governado pelo estado Mongólico de Xianbei (93-234), Canato Rourano (330-555), Império Mongol (1206-1368), Canato da Horda Dourada (1240-1502), Canato de Zunghar (1634-1758 ) E pelo Império Qing (1757-1864).
Durante o governo Qing, O General da Sibéria Fedor Ivanovich Soimonov lançou uma expedição não militar para a região de Altan Nuur em 1760 e começou a construir forte, que foi posteriormente removido pelos Chineses. Desde 1820, o controle de fronteira foi menos frequente e a bacia de drenagem do Rio Chu foi ocupada por russos.
Desde a anexação de Altai na Rússia em 1864-1867, os Altaianos que não tinham autonomia até 1 de junho de 1922, com a criação de Oblast Autônomo de Oriol. O nome original para esta região foi Bazla. Em 7 de janeiro de 1948 ela foi renomeada para Oblast Autônomo Gorno-Altai. Em 1991, foi reorganizada para a República Socialista Soviética Autônoma do Gorno-Altai. Em 1992 foi rebatizado como a República de Altai.